# Radio (альбом LL Cool J)
Radio — дебютный студийный альбом рэпера LL Cool J, выпущенный 18 ноября 1985 года на лейбле Def Jam, один из первых релизов, выпущенных на Def Jam. Записан в 1984—1985 в студии в Нью-Йорке. Диск спродюсировал Рик Рубин. Музыка на Radio основана на царапающем звучании пластинки, на множестве семплов и на мрачном звучании. Тематикой альбома является культура района, в котором вырос LL Cool J.

## Об альбоме
Radio стал коммерчески успешным, имел успех в чартах Billboard и спустя пять месяцев после выпуска получил золотой статус, разойдясь тиражом в 500 000 копий в США. 19 апреля 1989 года он был сертифицирован как «платиновый» Американской ассоциацией звукозаписывающих компаний, после того как было продано миллион копий в США. Альбом получил положительные отзывы, критики в основном похвалили тексты песен LL Cool J и производство Рубина. По мнению критиков, это лучшая работа LL Cool J.
Radio принадлежит к основной эре хип-хопа. Здесь происходит смешение двух жанров Old School и New School хип-хоп. Альбом является одним из самых лучших и успешных альбомов хип-хопа. В 2003 году он занял 478-ю строчку в списке 500 величайших альбомов всех времён по версии журнала Rolling Stone.

## Список композиций
Все песни написаны LL Cool J и Риком Рубином.
| №   | Название                                | Producer(s)           | Длительность |
| --- | --------------------------------------- | --------------------- | ------------ |
| 1.  | «I Can't Live Without My Radio»         | Rick Rubin            | 5:28         |
| 2.  | «You Can't Dance»                       | Rick Rubin            | 3:37         |
| 3.  | «Dear Yvette»                           | Rick Rubin            | 4:07         |
| 4.  | «I Can Give You More»                   | Rick Rubin            | 5:08         |
| 5.  | «Dangerous»                             | Rick Rubin            | 4:40         |
| 6.  | «Untitled Track»                        | Rick Rubin            | 1:18         |
| 7.  | «Rock the Bells»                        | Rick Rubin            | 4:01         |
| 8.  | «I Need a Beat (Remix)»                 | Rick Rubin, Jazzy Jay | 4:32         |
| 9.  | «That's a Lie» (featuring Russell Rush) | Rick Rubin            | 4:42         |
| 10. | «You'll Rock»                           | Rick Rubin            | 4:44         |
| 11. | «I Want You»                            | Rick Rubin            | 4:51         |